# Knochenersatzmaterial
Als Knochenersatzmaterial wird in der Medizin künstlich erzeugter oder im Sinne einer Knochentransplantation (oder Knochenverpflanzung) vom Tier oder Mensch gewonnener Knochen verwendet, wenn eigener Knochen zur Auffüllung von unfall-, entzündungs- oder tumorbedingten Knochendefekten nicht zur Verfügung steht oder nicht in ausreichender Menge entnommen werden kann.
Knochenersatzmaterial wird vorwiegend in der Unfallchirurgie und Orthopädie sowie in der Neurochirurgie und in der Zahnheilkunde bzw. Mund-, Kiefer- und Gesichtschirurgie verwendet. Ein ideales Knochenersatzmaterial sollte eine ausreichende Stabilität haben und die drei Grundbedingungen für eine Knochenneubildung (Knochenregeneration) erfüllen:
- Osteokonduktivität: die Oberfläche des Materials ermöglicht die Einwanderung und das Anhaften von Bindegewebszellen
- Osteoinduktion: der Knochenersatz zieht körpereigene Bindegewebsstammzellen an und führt dazu, dass diese sich auf dem Material ansiedeln.
- Osteogenese: In dem Knochenersatz entsteht tatsächlich dauerhaft neuer Knochen, der langsam die Funktion des Ersatzmaterials übernimmt.

Wird hingegen eigener Knochen an anderer Stelle entnommen, um einen Knochendefekt aufzufüllen, handelt es sich um eine autogene Knochentransplantation, bei Verwendung eines Spenderknochens um eine allogene Knochentransplantation. Für erstere wird oft Knochen vom Beckenkamm in Form von Knochenmark oder als Knochenspan entnommen, aber auch Entnahmen aus dem kniegelenknahen Schienbein oder der handgelenknahen Speiche sind nicht selten. Als Spenderknochen werden oft Hüftköpfe verwendet, die im Rahmen einer Implantation einer Hüft-Endoprothese entnommen werden und in einer Knochenbank konserviert werden, aber es sind auch Röhrenknochen u. a. verfügbar.
Die erste Knochenspanverpflanzung erfolgte 1682 (Literatur uneinheitlich) als heterologe Transplantation durch den holländischen Chirurgen Job van Meekeren. Er übertrug einem Menschen ein Stück einer Schädelkalotte eines Hundes auf einen Knochendefekt. Pioniere der Erforschung der Knochentransplantation waren später Georg Axhausen (ab 1907) sowie 1912 N. J. Baschkirzew und N. N. Petrow.

## Zahnmedizin
In der Zahnmedizin wird teilweise Knochenersatzmaterial eingesetzt, um größere Hohlräume nach Extraktionen oder Resektionen zu füllen. So soll eine Durchwachsung des Hohlraumes mit Weichgewebe verhindert und der Knochenaufbau beschleunigt werden, da nur Knochen eine stabile Basis für Zähne, Implantate und Prothesen bildet. Das Knochenersatzmaterial liegt meist in Form kleiner Kügelchen (Granulat) vor.
Der Einsatz von Knochenersatzmaterial biologischer oder synthetischer Herkunft in der Zahnmedizin ist recht teuer und auch nicht unumstritten, da das Knochenersatzmaterial vom Körper oftmals nicht wie gewünscht mit stabilem Knochengewebe durchbaut wird.

## Orthopädie und Unfallchirurgie
Nach einer englischen Studie befanden sich 2013 insgesamt 59 Knochenersatzmaterialien auf dem britischen Markt, von 17 verschiedenen Unternehmen. Da sie als Medizinprodukte gelten; ist für die Zulassung ein Wirksamkeitsnachweis und eine klinische Studie notwendig. Dennoch fanden die Autoren nur für 22 dieser Produkte (37 %) überhaupt öffentliche wissenschaftliche Publikationen mit klinischen Daten und nur für die vier Produkte Norian SRS (Synthes), Vitoss (Orthovita), Cortoss (Orthovita) und Alpha-BSM 5etex lagen randomisierte kontrollierte Studien der Evidenzklasse I vor.
Generell gehören die Knochenersatzstoffe einer der folgenden sechs Produktgruppen an, einige wenige sind auch Mischungen zweier oder mehrerer verschiedener Einzelstoffe:
- Entmineralisierte Knochenmatrix wird meist als formbare Paste („paste“) oder knetbare Spachtelmasse angeboten („putty“) und wird durch Säure-Extraktion des Calciumphosphats von Spenderknochen hergestellt. Damit bleiben die Proteine, besonders das Kollagen und die Glykoproteine erhalten, ebenso die osteoinduktiv wirkenden „Bone morphogenetic proteins (BMPs)“. Durch die Pastenform fehlt diesen Produkten eine ausreichende mechanische Härte und eine für die Knochenneubildung wichtige Porosität. Anwendung finden sie vor allem in der Mischung mit körpereigenem Knochenmark zur Ausfüllung von Knochendefekten in Traumatologie und Wirbelsäulenchirurgie.
- Calciumphosphat und Calciumhydroxyapatit: Bei Calciumphosphat handelt es sich um ein weißes Puder mit einer Mischung aus Tri-Calcium-Phosphat, Mono-Calcium-Phosphat und Calciumcarbonat, das unter Zugabe von Wasser ohne Hitzeentwicklung („isotherm“) aushärtet und eine Druckfestigkeit hat, die über der von normalem Knochenmark liegt. Es wird vielfach zum Verschluss von Bohrlöchern in der Neurochirurgie, aber auch in der Mund-, Kiefer- und Gesichtschirurgie verwendet. Bei einer sehr geringen Abbaurate gilt es als dauerhaftes Knochenersatzmaterial. Norian SRS gehört zu dieser Gruppe und ist das am besten untersuchte Ersatzmaterial. Daneben gibt es auch präformierte poröse Granulate und Blöcke, die dem Defekt angepasst werden können, ebenso kann reines Calcium-Hydroxyapatit hydrothermisch aus dem Exoskeleton von Korallen gewonnen werden und dem Knochendefekt eingepasst werden – worüber aber wenig wissenschaftliche Untersuchungen vorliegen.
- Calciumsulfat
- Sogenanntes bioaktives Glas[9] wird wegen seiner Biokompatibilität seit Jahrzehnten in der Medizin für Knochenreparaturen bei Knochendefekten[10] in der Orthopädie/Unfallchirurgie, der Kieferchirurgie und in der Zahnmedizin eingesetzt.
- Kollagen und Kollagen-Hydroxyapatit-Mischung
- Silikon- und Magnesium-Hydroxyapatit